# 小笠原猛
小笠原 猛（おがさわら たけし、1941年8月18日 - 2011年12月26日）は、主に特撮テレビドラマ作品を手掛けた日本の映画監督・演出家。東京都港区出身。

## 経歴
父親は東映のプロデューサーの小笠原久豊。その関係からか映画監督を志し、日本大学藝術学部入学。しかし、1961年に中退し、NET（現・テレビ朝日）に契約社員として入社。その後1962年に東映テレビ・プロダクションに移籍。以後『ザ・ボディガード』、『特別機動捜査隊』、『特捜最前線』、『鉄道公安官』などの一般ドラマや『快傑ズバット』、『忍者キャプター』などのキャラクターものの東映テレビプロ制作の作品で助監督を務める。特に村山三男、田中秀夫、奥中惇夫らに師事していた。
1981年『それゆけ!レッドビッキーズ』46話で監督デビュー。その後、1982年から始まる『宇宙刑事ギャバン』をはじめとするメタルヒーローシリーズで監督として頭角を現す。1984年の『星雲仮面マシンマン』では初のパイロット&メイン監督を務め上げた。以降、東映・吉川進プロデューサー制作番組にはほぼ全てに携わる番頭的存在となり、独特な演出で活躍。1992年よりスーパー戦隊シリーズに移動。『恐竜戦隊ジュウレンジャー』以降の戦隊シリーズ4作品で計50本を担当。そして『超力戦隊オーレンジャー』を最後に東映テレビプロとの契約を解除され、同社を退社。これに関しては彼の後盾だった吉川進プロデューサーの定年退職の影響や、同テレビプロがスタッフの刷新や若返りを図ったためのリストラ政策の一環ともいわれている。『オーレンジャー』第46話「地球最期の日!!」が最後の演出作品となった。
映像の世界から引退し、晩年は役者養成スクールに講師として参加したり、『東映ヒーローMAX』のインタビューに答えていた。また鈴木美潮の主催するイベントには度々ゲストとして登場し、2011年7月に「小笠原祭」というイベントが開催された。これは小笠原の生誕70周年を記念したもので、当日は羽村英、宍戸勝などがゲストに駆けつけている。
2011年12月26日、急性心不全で死去。70歳没。

## エピソード
- 吉川とは長い間仕事を共にし、衝突することもあったが総じて良い関係を築けていたという。しかし『超人機メタルダー』のパイロット組の撮影の際は吉川のイメージ通りの画を撮れなかったとのことで、叱責を受けたという。第5,6話の監督が折田至との連名になったり、直後の監督ローテーションを回避されたのにはその制裁的な意味合いがあったと告白している。監督キャリアが15年に及んだ小笠原がもっとも苦労した作品が『メタルダー』であったという。
- メタルヒーローシリーズは第1作『宇宙刑事ギャバン』から第10作『特救指令ソルブレイン』まで第7作『世界忍者戦ジライヤ』を除いて監督をした。
- 『星雲仮面マシンマン』『兄弟拳バイクロッサー』に参加していた監督の東條昭平は、小笠原についてすぐに新しい手法を取り入れており、同じようなことをやってもマンネリにならなかったと評している[3]。
- 『五星戦隊ダイレンジャー』に出演した西凜太朗は、小笠原とよく飲みに行ったといい、シャダム役のオーディションに受かったのも、小笠原に「酒、飲めるのか？」と聞かれ、「はい、好きです」と答えたら、「じゃあ、お前でいいや」と言われたという[4]。
- 『恐竜戦隊ジュウレンジャー』第46話でのメイの入浴シーンは、撮影所の裏にあった小笠原の自宅で撮影された[5]。当時、改装のため風呂場の壁が取り外されていたためカメラ位置を確保することができたという[5]。
- 『超力戦隊オーレンジャー』に出演したさとう珠緒は、小笠原はキャスト陣とも仲が良かったと証言しており、カラオケに行ったり自宅へ遊びに行くなどしていたと述べている[6]。
- 脚本家では上原正三、高久進、杉村升、鷺山京子、宮下隼一と組むことが多かった。

## 作品（監督）

### テレビドラマ
太字はパイロット作品。　
- それゆけ!レッドビッキーズ（1980-1982年、東映・テレビ朝日）[注釈 1]
- メタルヒーローシリーズ（東映・テレビ朝日）
  - 宇宙刑事ギャバン（1982年-1983年）[注釈 2]
  - 宇宙刑事シャリバン（1983年-1984年）[注釈 3]
  - 宇宙刑事シャイダー（1984年-1985年）
  - 巨獣特捜ジャスピオン（1985年-1986年）
  - 時空戦士スピルバン（1986年-1987年）
  - 超人機メタルダー（1987-1988年）
  - 機動刑事ジバン（1989-1990年）
  - 特警ウインスペクター（1990-1991年）
  - 特救指令ソルブレイン（1991-1992年）
- 星雲仮面マシンマン（1984年、東映・日本テレビ）
- 兄弟拳バイクロッサー（1985年、東映・日本テレビ）
- 仮面ライダーシリーズ（東映・毎日放送）
  - 仮面ライダーBLACK（1987-1988年）
  - 仮面ライダーBLACK RX（1988-1989年）
- スーパー戦隊シリーズ（東映・テレビ朝日）
  - 恐竜戦隊ジュウレンジャー（1992-1993年）
  - 五星戦隊ダイレンジャー（1993-1994年）
  - 忍者戦隊カクレンジャー（1994-1995年）
  - 超力戦隊オーレンジャー（1995-1996年）

### オリジナルビデオ
- 巨獣特捜ジャスピオン 俺が正義だ! ビデオスペシャル（1986年、東映）[注釈 4]

### 映画
- 仮面ライダーBLACK 恐怖!悪魔峠の怪人館（1988年）